# شاپور بختیار
شاپور بختیار (۴ تیر ۱۲۹۳ – ۱۵ مرداد ۱۳۷۰) سیاستمدار ایرانی بود که از ۱۵ دی تا ۲۲ بهمن ۱۳۵۷ به‌عنوان نخست‌وزیر ایران فعالیت کرد. او دبیرکل سابق حزب ایران، عضو سابق جبهه ملی ایران و بنیان‌گذار نهضت مقاومت ملی ایران بود.
بختیار از منتقدان محمدرضاشاه بود و پس از سقوط دولت محمد مصدق، به همراه مهدی بازرگان و سید رضا زنجانی، نهضت مقاومت ملی را تشکیل داد.}} پس از آن نیز چندین بار به زندان افتاد. بختیار در ۱۵ دی ۱۳۵۷ با محمدرضاشاه بر سر نخست‌وزیری به توافق رسید. پس از پذیرش نخست‌وزیری، در جلسه شورای مرکزی جبهه ملی ایران، اخراج بختیار به دلیل عدم رعایت انضباط سازمانی، زیرپا گذاشتن مصوبات قبلی شورای مرکزی (مبنی بر غیرقانونی‌بودن سلطنت پهلوی) و عدم کسب اجازه از شورای مرکزی جبهه ملی برای ریاست دولت، به رأی گذاشته شد و با رأی اکثریت قاطع اعضا، بختیار از جبهه ملی اخراج شد. حکومت بختیار نخستین دولت مخالف نحوهٔ حکومت شاه پس از کودتای ۲۸ مرداد بود. او در زمان نخست‌وزیری، در میان مردم از حمایت بسیار کمی برخوردار بود.
پس از پذیرش نخست‌وزیری از سوی بختیار، عباس امیرانتظام به عنوان واسطه بین وی و انقلابیون به نمایندگی از مهدی بازرگان قرار بود با روح‌الله خمینی دیداری کند و از وی تاییدیه‌ای مبنی بر ادامه نخست‌وزیری دریافت کند اما این امر با وجود تأیید اولیه خمینی و نگارش تفاهم شده اولیه با مخالفت روحانیونی مانند حسینعلی منتظری و صادق خلخالی ناکام ماند. او فرودگاه را برای ورود خمینی باز کرد و خمینی در همان روز در بهشت زهرا گفت که «توی دهن این دولت [بختیار] می‌زنم.» با این حال، بختیار شروع به مذاکره با آن‌ها کرد. سپس در ۲۰ بهمن اعلام کرد تغییر رژیم به جمهوری ممکن است و امرای ارتش در جلسه صبح ۲۲ بهمن اعلام کردند در بین دو جمهوری بی‌طرف باقی می‌مانند و دولت او سقوط کرد.
داریوش همایون معتقد است علت رویگردانی ارتش شاهنشاهی ایران از بختیار را باید در کارهای خود او جستجو کرد، ارتش دید خود بختیار سخنان خمینی را منهای انقلاب اسلامیش، می‌گوید و تا جمهوری و نخست‌وزیری خمینی حاضر است پیش برود، بنابراین ارتش با یک حساب ساده موازنه نیروها و خودش به اندیشه کنار آمدن با آخوندها افتاد. اقدام دیگر بختیار که بر ارتش تأثیر بدی گذاشت دستگیر کردن سپهبد عزیزاله کمال (رئیس شهربانی در ۱۳۳۱) در سن هشتاد سالگی به انتقام همکاری نکردنش با دکتر مصدق بود که در آن اوضاع نتیجه ای جز ترساندن ارتشی‌ها نداشت.
بختیار شش ماه در ایران مخفیانه زندگی کرد و در تیر ۱۳۵۸ به فرانسه رفت.
بختیار در فرانسه در قالب نهضت مقاومت ملی ایران (که نامش تأثیر پذیرفته بود از سازمان نهضت مقاومت ملی که پس از کودتای ۲۸ مرداد تشکیل شد و بختیار در آن حضور داشت) به فعالیت علیه جمهوری اسلامی ایران پرداخت. او هدف یک ترور ناموفق در تابستان ۱۳۵۹ توسط گروهی به رهبری انیس نقاش قرار گرفت. دومین ترور در ۱۵ مرداد ۱۳۷۰ منجر به قتل وی در پاریس شد. طبق اظهارات انیس نقاش، هر دو سوءقصد به دستور مقامات جمهوری اسلامی ایران و با استخدام تروریست‌هایی حرفه‌ای طرح‌ریزی شده بودند. این عملیات بلافاصله پس از ترور عبدالرحمن برومند انجام شد.

## اوایل زندگی و تحصیلات
شاپور بختیار در ۴ تیر ۱۲۹۳ از پدری به نام محمدرضا معروف به سردار فاتح بختیاری و مادری به نام نازبیگم، دختر صمصام‌السلطنه بختیاری، صدر اعظم پس از مشروطه و در روستایی مابین منطقه حفاظت‌شده سبزکوه و کوه کلار استان چهارمحال و بختیاری به دنیا آمد. خانوادهٔ او از طوایف ایل بختیاری بودند. در آن زمان ایل بختیاری یکی از بانفوذترین قبایل به‌شمار می‌رفت و بختیاری‌ها توانسته بودند مناصب بسیار مهم و حساس را در عرصهٔ سیاسی از آن خود کنند. پدربزرگ مادری بختیار، نجف قلی صمصمام‌السلطنه ۲ بار در ۱۲۹۱ و ۱۲۹۷ به نخست‌وزیری احمد شاه رسیده بود. ایل بختیاری سال‌ها در جهت حفظ مشروطه از گزند یورش استبداد قاجارها کوشش کرده بودند.
تیمور بختیار، پسرعموی شاپور، ۴ سال ریاست ساواک را بر عهده داشت. از دیگر خویشاوندان بختیار ثریا اسفندیاری (دخترعموی بختیار)، لوئیز صمصام بختیاری و محمدعلی قطبی هستند.
بختیار، پس از پایان تحصیلات دورهٔ ابتدایی، تحصیلات متوسطه را ابتدا در اصفهان و سپس در بیروت به پایان رساند. او مدرک دیپلم خود را از مدرسه فرانسوی بیروت دریافت کرد. آشنایی او با دنیای سیاست و نظریات سوسیال دموکراتها و علاقه به فرهنگ و ادبیات فرانسه خصوصاً شعر از همان دبیرستان فرانسوی شروع شد و تا آخر با او ماند. بختیار قصد داشت بلافاصله بعد از اتمام دبیرستان به پاریس برود اما در ۱۳۱۳ اعدام پدر و ۴ تن از خویشاوندانش به جرم شورش مسلحانه، در جهت سرکوب ایلات توسط رضاشاه چاره‌ای جز بازگشت به ایران برای او باقی نگذاشت.
وی مجدداً در ۱۳۱۵ به فرانسه رفت و در دانشگاه سوربن ثبت‌نام کرد. در ۱۳۱۸ با مدرک کارشناسی از این دانشگاه فارغ‌التحصیل شد. بختیار در زمان جنگ داخلی اسپانیا به تیپ‌های بین‌المللی پیوست و در جبهه جمهوری‌خواهان جنگید. با شروع جنگ جهانی دوم و اشغال فرانسه تحصیلاتش با وقفه‌ای ۲ ساله روبه‌رو شد. شاپور وارد نهضت مقاومت ملی فرانسه شد و به عنوان یکی از سربازان فرانسه (ارتش سربازان خارجی مقیم فرانسه) در گردان اورلئان در راه آزادی این کشور جنگید. در ۱۳۲۴ دکترای خود را در حقوق و علوم سیاسی از دانشگاه سوربن دریافت کرد. رسالهٔ دکترایش دربارهٔ رابطهٔ مذهب با قدرت سیاسی در جوامع باستانی (جدایی دین از سیاست) بود. او دو مدرک کارشناسی در زمینه‌های فلسفه و اقتصاد عمومی، نیز دارد.

## آغاز فعالیت سیاسی
در ۱۳۲۵ بختیار به ایران بازگشت. در ۱۳۳۰ در وزارت کار که به ابتکار احمد قوام ایجاد شده بود به عنوان مدیر ادارهٔ کار استان اصفهان انتخاب شد و به هنگام نهضت ملی‌شدن نفت به سمت مدیرکل کار استان خوزستان (مرکز صنعت نفت ایران) ارتقاء یافت.
در جریان ملی‌شدن صنعت نفت ایران، بختیار که عضو حزب ایران شده بود به طرفداری از مصدق برخاست و در دولت او، معاون وزارت کار شد. در همان دوران معاونت وزارت کار، بختیار قانون بیمهٔ اجتماعی کارگران را با امضای مصدق تصویب کرد که بعدها این قانون باعث پی‌ریزی سازمان بیمه‌های اجتماعی کارگران شد. تعدادی از یاران نزدیک مصدق با استناد به اسناد محرمانه شرکت منحلهٔ نفت ایران و انگلیس، بختیار را به دریافت مقرری از این شرکت و همکاری با آن متهم کردند.
شاپور بختیار از معدود افرادی بود که فضل‌الله زاهدی، قصد داشت با آن‌ها همکاری کند. بختیار در این باره گفته است:
من با یکی، دو نفر، تنها کسانی بودیم که آقای زاهدی آماده بود تا با ما همکاری کند. من اسم آن‌ها را نمی‌آورم، شاید خیال می‌کنند که باید از خودشان دفاع کنند، ابداً چنین چیزی نیست. دلیل خودم را می‌گویم که همیشه آدمی بودم مثبت و شهامت این را داشتم که بگویم این کار بد است حتی اگر مصدق هم کرده، بد است. این البته زبان‌زد همه شده بود آن وقت؛ و ملکه وقت یعنی ثریا، قوم و خویش نزدیک من (دخترعمو) بود؛ و یک عموزاده‌ای داشتم که بد بخت بعد چیز شد به نام تیمور بختیار، خیلی سوگلی و نزدیک بود. خلاصه افرادی زیادی آمدند (اگر خواستید زودتر می‌توانید از آن‌ها بپرسید) و چه کارها که نکردند تا بعد از ۲۸ مرداد برگردم، وقتی که شاه می‌آمد من به عنوان وزیر معرفی بشوم. من قبول نکردم— شاپور بختیار، مصاحبه با تاریخ شفاهی ایران
پس از ۲۸ مرداد، مهدی بازرگان، شاپور بختیار و سید رضا زنجانی که خود را یاران محمد مصدق می‌دانستند، نهضت مقاومت ملی را تشکیل دادند و برخی دیگر از طرفداران مصدق ازقبیل سید محمود طالقانی و یدالله سحابی به آن پیوستند. شاپور بختیار در مصاحبه با پروژه تاریخ شفاهی ایران در پاسخ به سؤالی دربارهٔ نهضت مقاومت ملی گفت:
بنده گمان می‌کنم که با مهندس بازرگان و مرحوم آیت‌الله زنجانی که فوت کرده، سه نفر اول بودیم… آقای بازرگان به من تلفن کرد که من می‌آیم به منزل شما و می‌رویم خیابان فرهنگ… رفتیم منزل آیت لله زنجانی. گفتم من یک دفعه ایشان را در اتاق مصدق دیدم. گفت خودشه. پایه نهضت مقاومت ملی در آن جا ریخته شد— شاپور بختیار، مصاحبه با تاریخ شفاهی ایران
اما حسین شاه حسینی تأسیس نهضت مقاومت ملی توسط بختیار و بازرگان را رد کرده است. او در روایت خود از نهضت مقاومت ملی می‌گوید که بازرگان تا مدت‌ها بعد از کودتا با مجموعه نهضت مقاومت ملی همکاری نمی‌کرده زیرا به عنوان رئیس شرکت آب و فاضلاب تهران فعالیت می‌کرد و عضویتش نیز به پیشنهاد طریق ناصر صدرالحفاظی مطرح شد. و نیز درباه بختیار می‌گوید که او بعدها به نهضت مقاومت پیوست.
پس از بازگشت محمدرضا پهلوی در پی وقایع ۲۸ مرداد، بختیار به صف منتقدان شاه پیوست و به همین علت چند بار به زندان افتاد. بعد از آن، بختیار برای گذران زندگی در چند شرکت مختلف خصوصی به عنوان عضوی از هیئت مدیره مشغول به فعالیت شد.

### جبهه ملی دوم
بختیار در تأسیس جبههٔ ملی دوم، نیز فعال بود و به عنوان هیئت مؤسس و عضو هیئت اجرایی جبهه ملی ایران در دهه چهل نقش مؤثری داشت. او در روز ۲۸ اردیبهشت ۱۳۴۰، که جبهه ملی ایران میتینگ بزرگی را در میدان جلالیه تهران برگزار کرد به عنوان یکی از سه سخنران جبهه ملی سخنرانی کرد و شاپور بختیار برخلاف انتظار هنگام سخنرانی از متن از پیش نوشته شده استفاده نکرد و تحت تأثیر احساسات شدید حاضران بحث را به سیاست خارجی سوق داد و دربارهٔ سیاست خارجی دولت امینی گفت: «سیاست ما پیروی از اصل بی‌طرفی مثبت است یعنی همان سیاست مصدق… ملت ایران قراردادهای تحمیلی را قبول ندارد». امری که با استقبال شدید حاضران در متینگ و فریادهای زنده باد مصدق مواجه شد.
وی در نخستین کنگره جبهه ملی ایران به عنوان منتخب اعضای کنگره مجدداً به عضویت در شورای مرکزی جبه ملی انتخاب می‌شود و در این مدت به عنوان عضو هیئت اجرایی فعالیت می‌نماید. او در بهمن ۱۳۴۲ همراه با دیگر رهبران جبههٔ ملی به زندان افتاد
و تا پایان دوره جبهه ملی ایران (دوم) این مجموعه به فعالیت می‌پردازد.

### نامه به شاه
در ۲۲ خرداد ۱۳۵۶ سه تن از سران جبههٔ ملی، کریم سنجابی، داریوش فروهر و شاپور بختیار، نامه‌ای سرگشاده به محمدرضا پهلوی نوشتند و از او خواستند که برای نجات کشور به حکومت استبدادی پایان دهد و اصول مشروطیت را تمکین کند. به واقع آن‌ها عامل بحران در ایران را شاه دانسته و او را متهم کردند که به واسطهٔ تورم و بی‌توجهی به کشاورزی اقتصاد ایران را به نابودی کشانده است. نحوهٔ مدیریت شاه و عدم احترام و مغایرت آن با قانون اساسی و اعلامیه حقوق بشر از دیگر نکات مورد تأکید نویسندگان نامه بود. آنان در بخش پایانی نامه تنها راه برون رفت از چنین وضعیتی را ترک حکومت استبدادی، تمکین مطلق به اصول مشروطیت، احیای حقوق ملت، احترام واقعی به قانون اساسی و اعلامیه جهانی حقوق بشر، انصراف از حزب واحد، دادن آزادی مطبوعات و آزادی اجتماع، آزادی زندانیان، دادن اجازه بازگشت به تبعیدشدگان سیاسی و استقرار حکومتی که متکی بر اکثریت نمایندگان منتخب از طرف ملت باشد، اعلام کردند. در این نامه برخلاف سابق و به عمد تقویم شاهنشاهی و لقب همیشگی آریامهر در کنار پهلوی دوم نیامده بود.
اندکی پس از نامه به شاه بختیار در ۷ شهریور ۱۳۵۶ نامه‌ای خطاب به خمینی می‌نویسد و آن را از طریق بنی‌صدر در اختیار خمینی می‌گذارد. او با تشریح مبارزات انجام شده و یادآوری نامه سه امضایی و تلاش برای ادای وظیفه ملی و دینی خود در آن از خمینی به منظور وسعت بخشیدن به مبارزات وایجاد هماهنگی بیشتر بین افراد ملت مسلمان درخواست حمایت و راهنمایی می‌کند.
«هفتم شهریور ماه ۵۶- حضرت آیت‌الله خمینی دامت برکاته؛ خاطر مبارک شاید از انتشار اعلامیه مورخ ۲۲ خرداد ۵۶ که با امضای اینجانب و آقایان دکتر کریم سنجابی و داریوش فروهر در تهران انتشار یافته است اطلاع حاصل فرموده‌اید. ما در مقابل خلق و خدا بیان این حقایق را ادای وظیفه ملی و دینی خود دانسته‌ایم و اوضاع کشور را همانطوری که هست بگوش هموطنان خود و دنیای خارج رساندیم. در این ایام که برای چند روز اقامت در فرانسه بودم با دوستان و همفکران خود تبادل نظر کردم و اکنون به وسیله دوست مبارز خود آقای ابوالحسن بنی صدر این عریضه را به حضور آن حضرت تقدیم می‌دارد. عطف نظر به گذشته و سوابق امضا کنندگان نامهٔ مذکور خواستم استدعا نمایم که به منظور وسعت بخشیدن به مبارزات وایجاد هماهنگی بیشتر بین افراد ملت مسلمان در صورتی که مقتضی بدانید به هر نحو که صلاح باشد ما را در این راه خیر، هدایت و حمایت فرمائید.

باسلام و تهیت [تحیت]، ارادتمند شاپور بختیار.

### جبهه ملی چهارم
پس از نامه سه امضایی به همراه کریم سنجابی و داریوش فروهر که متن اولیه آن توسط مهدی بازرگان نوشته شده بود و به دلیل اختلاف در امضا کنندگان توسط رهبران جبهه ملی منتشر شد. بختیار به اتفاق کریم سنجابی، کاظم حسیبی، داریوش فروهر، ادیب برومند، حسین شاه‌حسینی، ابراهیم کریم آبادی، رضا شایان، علی اردلانبه عنوان اعضای اولیه شورای مرکزی اتحاد نیروهای جبهه ملی فعالیت خود را از سر می‌گیرد.
در سال ۱۳۵۷ این گروه به نام جبهه ملی تغییر نام داده و ارکان جبهه ملی چنین تعریف می‌شود :کاظم حسیبی به‌عنوان رئیس شورای مرکزی و ولی‌الله شهاب فردوس به عنوان نائب رئیس و عبدالکریم انواری به عنوان دبیر شورا انتخاب شدند و هیئت اجرایی عبارت بودند از: دکتر کریم سنجابی رئیس و دبیر هیئت اجرایی، شاپور بختیار رئیس تشکیلات، داریوش فروهر مسوول تبلیغات و انتشارات و سخنگو، رضا شایان مسوول مالی واسدالله مبشری مسوول بازرسی به‌عنوان اعضای کمیته مرکزی
در همان دوران بختیار و سایر رهبران جبهه ملی چندین بار از سوی ساواک احضار و دستگیر می‌شوند.

## نخست‌وزیری

### پیش از نخست‌وزیری
بختیار تا پیش از انقلاب ۱۳۵۷ در پلاک ۱۷ کامرانیه زندگی می‌کرد. وی در بخش خصوصی آغاز به کار کرد و مدیر برخی کارخانجات یا مشاور بعضی کارخانجات بزرگ بود. شاه سعی کرد که تلفیقی از سیاست مشارکت‌دادن جبهه ملی در دولت و کنترل و سرکوب آن‌ها را اتخاذ کند. یکبار شاه در سخنانش به برخی سران جبهه ملی به مانند بختیار به علت همکاری با کمونیست‌ها و مصدق، حمله کرد و گفت که آن‌ها «شامپاین رفاقت» را با تجزیه‌طلبان آذربایجان خورده‌اند. شاه گرچه این گروه را توبیخ می‌نمود اما اجازه پیداکردن شغل برای امرار معاش را به این گروه می‌داد. در همین زمان گروهی از جبهه ملی با شاه صلح کردند و مورد عطا و بخشش‌های زیادی قرار گرفتند. به عنوان مثال فریدون مهدوی، از اعضای شورای مرکزی جبهه ملی در سال‌های ۱۹۶۰، در اوایل دهه ۱۹۷۰ یکی از اعضای قدرتمند کابینه دولت هویدا شد.
میلانی می‌نویسد بنا به گفته خود بختیار، روی کار آمدن دولت جان اف. کندی در آمریکا در سال ۱۹۶۱، دلیل مهمی برای احیا جبهه ملی یا به‌طور دقیق‌تر تشکیل جبهه ملی دوم و سوم بوده است. در سال‌های ۱۹۶۱ تا ۱۹۶۴، تحت فشار آمریکا، شاه مجبور گردید که یک ائتلاف دولتی برای جبهه ملی تشکیل دهد. بین خود اعضای جبهه ملی در مورد پیوستن یا نپیوستن به این ائتلاف اختلاف نظر شدیدی وجود داشته است. از طرفی گروهی که هنوز حوادث ۲۸ مرداد ۱۳۳۲ را از یاد نبرده بودند، دوست داشتند که هیچ گونه کاری با دولت محمدرضا پهلوی نداشته باشند. گروهی دیگر همانند بختیار نیز از طرف دیگر نیز مترصد هر فرصتی برای مذاکره با شاه بودند تا دولت پهلوی هر چه بیش‌تر به یک دولت دمکرات ملی‌گرا تبدیل شود.
بختیار بعضی از سران جبهه ملی را افرادی بی‌اثر، منفعل و متعصب خوانده بود و شعاری نیز داشت که می‌گفت: «مردان واقعی، شجاعت ایجاد تغییر و پذیرش ریسک را دارند.»
عباس میلانی معتقد است، بختیار، تفکری تلفیقی از خشونت‌گرایی نزاع طلبانه و مصلحت‌گرایی ماکیاولیستی داشته است و انعطاف‌پذیری تاکتیکی را بر اصول‌گرایی محض برمی‌گزید و به خاطر این ویژگی در میان سران جبهه ملی مشهور شده است. او نه تنها همیشه آماده مذاکره با شاه و دولت پهلوی بود، حتی با سفرای خارجی نیز بحث و گفتگو می‌کرد. به‌طوری‌که در سال ۱۹۵۱ وی مایل بود تا در مورد تفکرات سیاسی جبهه ملی با سفرای آمریکا و انگلیس مباحثه کند. این دیدارها سبب بروز اتهاماتی به بختیار از سوی دشمنان و منتقدانش مبنی بر انگلوفیل بودن (طرفدار انگلستان) وی شد.

### در مورد تبعید روح‌الله خمینی
شاپور بختیار دبیرکل حزب ایران در یک گفتگوی کوتاه تلفنی در ۱۵ مهر ماه ۱۳۵۷ گفت:
 نفی بلد و تبعید حضرت آیت‌الله العظمی خمینی، رهبر شیعیان جهان، برخلاف اصول قانون اساسی و آزادی‌های دموکراتیک جوامع بشری ست و به همین دلیل هم باید ایشان مخیر و مختار باشند که در هر نقطه‌ای از ایران یا خارج از ایران که تمایل داشته باشند بتوانند آزادانه اقامت فرمایند…

### اوج‌گیری انقلاب و قبول نخست‌وزیری

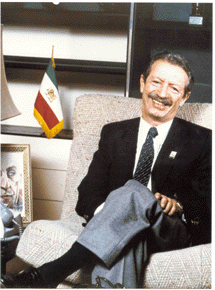
دکتر بختیار در مقام نخست‌وزیر ایران.

محمدرضا پهلوی که در آن زمان حکومتش رو به زوال بود و بیش از هر زمان دیگر واشینگتن نسبت به بقای حکومتش بی‌اعتماد شده بود، در جستجوی شخصی بود که با خروجش از ایران در شرایط قابل قبول و محرمانه موافقت کند. به همین منظور ابتدا با احمد بنی احمد و کریم سنجابی دیدار و از آن‌ها درخواست پذیرش نخست‌وزیری دولت را کرد. سنجابی با استناد به اعلامیهٔ سه ماده‌ای و مخالفت با باقی‌ماندن ارتش در خانوادهٔ سلطنتی و خودداری شاه از کناره‌گیری از سمت فرماندهی کل نیروهای مسلح حاضر به پذیرش مصالحه با شاه و پذیرش این سمت نشد. محمدرضا پهلوی سپس با مظفر بقایی و غلامحسین صدیقی، دیگر رهبر جبههٔ ملی دیدار کرد و به آنان پیشنهاد دردست‌گرفتن حکومت را داد اما هر یک از آنان به دلایلی از پذیرفتن حکومت سرباز زدند. پیشنهاد نخست‌وزیری شاه به صدیقی و بقایی به این دلیل شکست خورد که هر دو قبولیشان مشروط به ماندن محمدرضا پهلوی در ایران، جایی دور از تهران بود. استدلال این دو، آن بود که حضور شخص شاه در ایران به دلیل ارتباط نزدیکی که با ارتش دارد سبب حفظ یک‌پارچگی و انسجام ارتش می‌شود.
فرج سرکوهی می‌نویسد که شاه در سال ۱۳۵۷ دستور آزادی بختیار از زندان را داد و در ادامهٔ انتخاب‌هایش در اواخر سال ۱۳۵۷ از وی به ناچار در دیداری خصوصی در کاخ نیاوران تهران می‌خواهد که مقام نخست‌وزیری ایران را قبول کند.
شاه در کتاب پاسخ به تاریخ مدعی است که شاپور بختیار توسط سپهبد مقدم، رئیس ساواک، با توجه به تماس‌های قبلی که توسط جمشید آموزگار صورت گرفته بود آمادگی خود را برای نخست‌وزیری اعلام کرده و بختیار در ملاقات با او مکرراً نسبت به مقام سلطنت اظهار وفاداری می‌نماید. درخواست بختیار از شاه تشکیل یک شورای نیابت سلطنت پیش از خروجش از کشور و اخذ رای از دو مجلس می‌باشد.
اما عباس میلانی با استناد به کتاب «پاسخ به تاریخ» در سایت بی‌بی‌سی فارسی از قول شاه چنین می‌نویسد:
 با بی‌میلی و اکراه و به خاطر فشار خارجی، با انتصاب بختیار به سمت نخست‌وزیری موافقت کردم. همیشه او را دوستدار انگلیس و جاسوس پترولیوم انگلیس می‌دانستم. اما بالاخره بعد از دیدار با لرد جرج براون، وزیر امور خارجه وقت انگلیس تصمیم گرفتم نام بختیار را به عنوان نخست‌وزیر اعلام کنم، چرا که دیگر برگ برنده‌ای نداشتم.
بختیار، از اعضای شورای مرکزی جبهه ملی ایران، با ارائه شرایط ۷ گانه‌ای (شاه از کشور خارج شود و تعهد نماید که از این به بعد سلطنت نماید و نه حکومت، انتخاب وزرا منحصر به خودش باشد، ساواک منحل شود (تبعید ۱۴ تن از نظامیان سرسخت از جمله غلامعلی اویسی)، زندانیان سیاسی آزاد شوند، شرایط آزادی مطبوعات فراهم شود، بنیاد پهلوی به دولت منتقل شود و کمسیون شاهنشاهی که در تمام امور دخالت می‌کند حذف شود) پذیرفت که ریاست یک دولت غیرنظامی را بر عهده گیرد. شاه با قبول تمامی شرایط او در ۹ دی ۱۳۵۷ بختیار را به نخست‌وزیری منصوب کرد.
در خصوص نحوهٔ انتخاب بختیار به این سمت گمانه‌زنی‌های مختلفی صورت گرفته است. هوشنگ نهاوندی در فصل پایانی کتاب خود، آخرین تلاش‌ها و آخرین دسیسه‌ها نوشته است که فرح پهلوی مسبب اصلی انتصاب شاپور بختیار به ریاست دولت بوده و ۳ ماه قبل از آن‌که شاپور در کاخ نیاوران با شاه ملاقات داشته‌باشد در ویلای محمدعلی قطبی در خفا با او ملاقات کرده است. بنا به گفتهٔ برتران دوکاستل باژاک «فرح پس از اظهار هم عقیدگی با شاپور مایل بود که شاه به دلیل وضعیت وخیم جسمانی و بیماری‌اش هرچه زودتر ایران را ترک کند و انتقال آرام قدرت از همسرش به ولیعهد که هنوز به سن تاج و تخت نرسیده بود روی دهد.» اما فرح پهلوی در خاطرات خود اولین ملاقات‌اش را با بختیار را پس از نخست‌وزیری او، در اواخر نیمهٔ آذر ۱۳۵۷ می‌داند. علاوه بر این فرح در ماجرای انتصاب شاپور بختیار برای انگلیسی‌ها نقشی قائل نیست. او معتقد است ناصر مقدم، آخرین رئیس ساواک و غلامعلی اویسی نقش زیادی در معرفی و پیشنهاد بختیار به شاه داشتند.

### مخالفان نخست‌وزیری بختیار
بختیار علی‌رغم مخالفت جبههٔ ملی و بدون توجه به رأی شورای مرکزی مبنی بر خودداری اعضا از پذیرش نخست‌وزیری این سمت را قبول کرد. با توجه به عدم تمکین بختیار از این موضوع او از جبههٔ ملی طرد شد و تمامی اعضای آن در رأی‌گیری که در این خصوص به عمل آمده بود، (حتی بدون رأی ممتنع) رأی به اخراج بختیار از جبههٔ ملی و همین‌طور حزب ایران دادند.‏‏

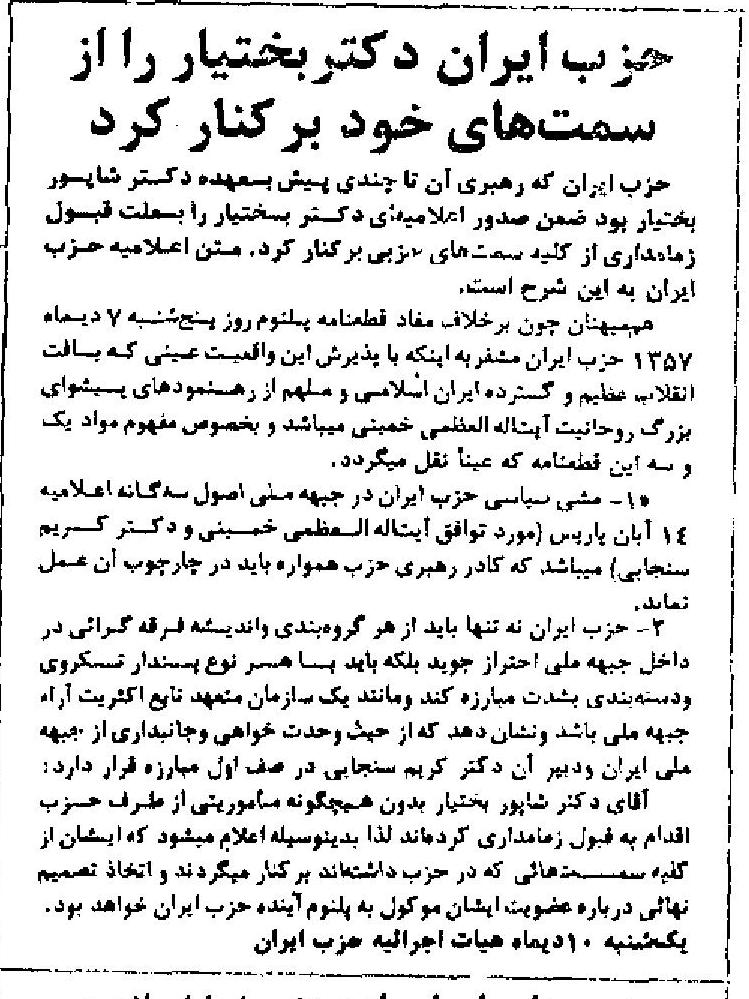
کیهان ۱۶ دی۵۷ ص۳

بسیاری از دوستان و هم‌حزبی‌های بختیار او را خائن و سلطنت‌طلب خواندند و او را متهم کردند که با نخست‌وزیر شدنش اعتبار و حیثیت جبهه ملی و خط مصدق را از بین برده و تک‌روی کرده است. این در حالی بود که به زعم بختیار، وی به هدف حزبی، که کسب قدرت از طریق مخالفت قانونی است، پایبند بود و اکنون که بالاترین منصب قانونی ممکن در حکومت پهلوی به او پیشنهاد شده بود، دلیلی برای امتناع از پذیرش نمی‌دید.
بختیار، پس از این که یاران حزبی قدیمیش را با خود همراه ندید، با توجه به دشواری انجام وظیفه در پیامی در دی‌ماه ۱۳۵۷، دست همیاری به سوی مردم دراز کرد و در انتهای پیامش بیتی از چکامه مرغ طوفان غلامعلی رعدی آذرخشی چاشنی کرد که:
| من مرغ طوفانم نیندیشم ز طوفان |  | موجم، نه آن موجی که از دریا گریزد |

اشاره وی به این شعر باعث شد که بعدها هم موافقان و هم مخالفان او از او با عنوان مرغ طوفان یاد کنند. پس از پذیرش نخست‌وزیری، بسیاری از افراد، نظیر طبقهٔ متوسط شهری، روشنفکران، سازمان‌های سیاسی چپ، ملی‌گرا و لیبرال از او حمایت نکردند و به افرادی تبدیل شدند که ظاهراً خواسته و آرمانشان برقراری نظام اسلامی بود.

### حامیان نخست‌وزیری بختیار
من صدایم را به پشتیبانی از آقای شاپور بختیار با سربلندی هرچه تمام‌تر بلند می‌کنم، حتی اگر این صدا در فضا تنها بماند. من از تنها ماندن هرگز هراسی به دل راه نداده‌ام ولی این بار می‌ترسم، نه به خاطر خودم بلکه به خاطر آیندهٔ این مملکت و سرنوشت همهٔ آن‌ها که دوستشان دارم.— مهشید امیرشاهی، 

افرادی که در آن زمان حامی دولت بختیار بودند، از تعداد انگشتان دست تجاوز نمی‌کرد. مهشید امیرشاهی از جمله معدود کسانی بود که به صورت علنی از بختیار حمایت کرد و در شمارهٔ ۱۷ بهمن ۱۳۵۷ در روزنامهٔ آیندگان مقاله‌ای با عنوان «کسی نیست از بختیار حمایت کند؟» منتشر کرد. او در مصاحبه‌ای بختیار را به عنوان «جلوه و اسوهٔ کمال انسانی و خرد» ستود. در یکی از رمان‌های امیرشاهی، راوی داستان بعد از شنیدن خبر نخست‌وزیری بختیار با خود می‌گوید: 
پس بالاخره اوضاع خوب شد. آرزوی آدم‌هایی مثل من بالاخره به حقیقت پیوست. از فردا، می‌توانیم زندگی کنیم، تحت حمایت یک دولت محبوب که کنترل را به دست خواهد گرفت، اصلاحات را آغاز خواهد کرد و امنیت را برقرار خواهد ساخت.

### اهداف بختیار از پذیرش نخست‌وزیری
بختیار از آغاز به کار فعالیت سیاسی خود و در طول دوران نخست‌وزیری‌اش همواره محمد مصدق را رهبر خود می‌دانست و به پیروی از او تأکید می‌کرد. بختیار سیاست‌مداری بود که به نظام مشروطه به هر شکلی (مشروطهٔ پادشاهی و مشروطهٔ پارلمانی) اعتقاد داشت. گرایش شدید او به حکومت سوسیال دموکرات حاوی این طرز نگرش اوست. با آن‌که حکومت آن زمان ایران به ریسمانی بند بود اما شاپور آن را اصلاح‌پذیر می‌دانست و معتقد بود می‌تواند با پذیرش این پست و انجام اصلاحات اساسی هوای تازه‌ای به مملکت وارد کند. شاپور نه به نظام آریامهری تن داد و نه به طرح جمهوری اسلامی. او در تقابل با این دو، راه‌حل سومی را که همان برقراری نظامی دموکراتیک، دولتی سکولار و قانون‌مند، احیای مشروطهٔ پارلمانی و اجرای تمام و کمال قانون اساسی مشروطه بود، پیش روی ملت قرار داد.
بختیار برخلاف دوستان و رهبران جبههٔ ملی که با موج انقلاب و خمینی همراه شدند، تز فکری و موجودیت جمهوری اسلامی را رد کرد و تلاش خود را برای جلوگیری از استقرار این نوع حکومت آغاز نمود.
هدف دیگر او زدودن روح انفعال و خمودگی و پراکندگی شخصیت‌های دموکرات سکولار آن زمان و جلوگیری از ورود روحانیون به دستگاه دولتی و برقراری حکومت دینی و چیرگی مطلق آنان بود.

### اخذ رأی اعتماد از مجلس
بختیار دولت خود و برنامهٔ آن را در ۲۰ دی ۱۳۵۷ به مجلسین (شورای ملی و سنا) معرفی کرد. در ۲۶ دی ۱۳۵۷ بختیار به همراه وزرایش با ۱۴۹ رأی موافق، ۴۳ رأی مخالف و ۱۳ رأی ممتنع از مجلس رأی اعتماد گرفت. مجلس شورای ملی قبلاً به او رأی اعتماد داده بود. تنها دقایقی پس از اخذ رأی اعتماد محمدرضا شاه که در فرودگاه انتظار می‌کشید، در ۲۶ دی ۱۳۵۷ به همراه فرح پهلوی از کشور خارج شد. در آخرین لحظات خروج شاه از ایران، بختیار به وی اطمینان داد که تمام تلاش خود را برای حفظ کشور به کار بندد. ۱۶ بهمن ۱۳۵۷ بختیار در مجلس شورای ملی گفت: 
 دولت او که همواره به اهداف جبههٔ ملی چشم خواهد دوخت ثمرهٔ انقلابی است که از ۲ سال پیش درگرفته و او میراث‌دار ۲۵ سال آشفتگی است که هیچ سهمی در آن جز زندان، تبعید و گوشه‌نشینی نداشته است.
دقایقی پس از اخذ رأی اعتماد بختیار از مجلس، محمدرضا شاه، که در فرودگاه منتظر هواپیما بود، پس از مشایعت بختیار در فرودگاه مهرآباد، ایران را ترک کرد. بختیار می‌دانست که شانس اندکی برای برگرداندن اوضاع کشور به نفع خود، آرام‌کردن اوضاع، اعمال اصلاحات شدید و محکم‌کردن جای پای خود دارد. عباس میلانی می‌نویسد بختیار سعی داشت این تفکر را القا کند که وی باعث خروج شاه از ایران شده است. در عین حال می‌دانست که اگر در جشن‌گرفتن به خاطر خروج شاه از ایران یا در اصلاحات خود زیاده‌روی کند، حمایت ارتش را که در حال حاضر تنها نقطه اتکایش بود، از دست خواهد داد.
بختیار در هفتمین روز صدارت خود، سخنانی در مجلس سنا ایراد کردند. ایشان در این سخنرانی به برگزاری عید قربان (اشاره کرده و پس از نام بردن از علی شریعتی، عبارت رحمة الله علیه را استفاده کردند.

### نخستین اقدامات پس از نخست‌وزیری
من معتقدم که اگر مصدق را حتی در سال ۱۳۱۰ که می‌خواستند بکشند، کشته بودند و ملی کردن نفت هم باعث شهرتش نشده بود باز همان خدمتی که در روشن کردن افکار مردم راجع به دموکراسی و حکومت پارلمانی کرده بود، برای باقی‌ماندن نامش در تاریخ ایران کافی بود.— شاپور بختیار، 
بختیار در همان بدو نخست‌وزیری با حضور در احمدآباد، تبعیدگاه مصدق و سوگند یادکردن بر مزار او با آرمان‌های مصدق بار دیگر تجدید میثاق کرد. پس از سقوط مصدق این نخستین بار بود که نخست‌وزیری، اولین سخنرانی خود را با ادای احترام به مصدق، در کنار تصویر او و ننگین خواندن کودتای ۲۸ مرداد آغاز می‌کرد. بختیار همواره خود را شاگرد مکتب مصدق می‌دانست و یکی از آرمان‌های او پیاده‌سازی مجدد اهدافی بود که مصدق سال‌ها برای آن جنگیده بود.

شاپور با تقدیم لایحهٔ قانونی به هیئت‌رئیسهٔ مجلس، خواستار اعادهٔ حیثیت از محکومان دادگاه نظامی از تاریخ ۲۸ مرداد ۱۳۳۲ به این سو و محاکمه همهٔ نخست‌وزیران و وزیران دولت‌های ۲۵ سال اخیر شد. از دیگر نخستین تصمیمات او، برداشتن تصاویر رسمی شاه از دفاتر سفارتخانه‌های ایران در خارج از کشور است.
از جمله کارهای وی در سمت نخست‌وزیری به دلیل کاهش درآمد نفتی قرارداد نظامی ایران با آمریکا به میزان ۱۰ میلیارد دلار که برای خرید صدها موشک و هواپیما اف ۱۶ (به انگلیسی: F16) بود را لغو نمود، با اینکه این عمل چند روز پیش از پیروزی انقلاب ۱۳۵۷ بود اما هنوز دولت موقت ایجاد نشده بود. جیمی کارتر و زبیگنیف برژینسکی بسیار نگران این قرارداد و سلاحی که به دست ایران می‌رسید بودند و کارتر دو روز پس از ورود خمینی به ایران این لغو قرارداد را امضاء نمود.

### برنامه‌های بختیار در دوران ۳۷ روز نخست‌وزیری
برنامه دولت بختیار چنین بود
۱ - انحلال سازمان اطلاعات و امنیت کشور و جایگزین نمودن آن با یک دستگاه اطلاعاتی در خدمت استقلال و امنیت کشور و ملت.
۲ - محاکمه سریع غارتگران و متجاوزان به حقوق ملت یا از طریق دادگاه‌های موجود یا از طریق تدوین و ارائه قوانین مورد نیاز به مجلسین جهت ایجاد دادگاه‌های ملی با اختیارات خاص.
۳ - انتصاب یک کمیسیون بی‌نظر جهت رسیدگی به کارهای گذشته و سوابق خدمتی مأموران ساواک و تحویل خلافکاران به مقامات قضایی برای محاکمه و مجازات عمل.
۴ - آزادی کلیه زندانیان سیاسی - کلیه کسانی که برخلاف اصول قانون اساسی مربوط به حقوق ملت ایران در محاکمی که استقرار آن‌ها مشروعیت قانونی نداشته محکوم شده‌اند بایستی آزاد گردند.
در این مورد بسیار مسرورم که به اطلاع برسانم امروز صبح ۶۷ نفر از زندانیان محکوم به حبس ابد آزاد شدند.
۵ - اعاده حیثیت کلیه زندانیان سیاسی که بعد از ۲۸ مرداد ۱۳۳۲ تاکنون گرفتار شده‌اند.
۶ - پرداخت غرامت معقول از طرف دولت به کلیه کسانی که به جرم سیاسی برای مدتی بیش از یک سال متوالی در زندان به سر برده‌اند یا این که به جرم سیاسی مورد آزار قرار گرفته و نقص عضو پیدا نموده‌اند (از سال ۱۳۳۲ تا کنون)
۷ - پرداخت غرامت متناسب از طرف دولت به بازمانده‌های صغیر یا تحت کفالت کلیه کسانی که در زندانهای به اصطلاح امنیتی جان خود را از دست داده‌اند (از سال ۱۳۳۲ تا کنون).
۸ - لغو تدریجی حکومت نظامی ضمن جلب همکاری مراجع محترم تقلید در شهرهایی که حکومت نظامی در آن‌ها برقرار است. ضمناً به اطلاع نمایندگان محترم می‌رسانم که حکومت نظامی در شیراز ملغی شده و انشاءالله در هفته آینده در یکی از استانهای بزرگ کشور این اقدام تکرار خواهد شد.
۹ - اعلام رسمی کشته‌شدگان سیاسی اخیر به عنوان «شهدا» از طریق گذاردن قانون از مجلسین.
۱۰ - پرداخت غرامت از طرف دولت به خانواده «شهدا» و به آنهایی که در مبارزات اخیر دچار نقص عضو شده‌اند.
۱۱ - پایان دادن به اعتصابات با همکاری مراجع محترم تقلید، روشنفکران صاحب رسالت، کارگران و صنعتگران.
۱۲ - ایجاد یک زمینه نزدیک همکاری بین دولت و عالم روحانیت به‌طوری‌که آیات عظام ناظر بر اجرای درست امور باشند.
۱۳ - ترمیم خرابیهای اخیر و به جریان انداختن امور روزمره کشور.
۱۴ - به جریان انداختن امور تولیدی کشور و بهبود وضع اقتصادی.
۱۵ - برنامه‌ریزی برای ایجاد یک انتخابات آزاد در سطوح مختلف (از انجمن روستا تا انجمن شهر) و انتخابات آزاد شهرداریها و بالاخره انتخابات مجلسین شورا و سنا.
۱۶ - اخراج کلیه کارمندان خارجی زائد و کارگران خارجی غیرمجاز از کشور.
در اینجا به اطلاع می‌رسانم که در اغتشاشات اخیر بازار تهران ۱۹۰ نفر افغانی دستگیرشده‌اند که همه آن‌ها کم و بیش مسلح بودند. دستور دادم آن‌ها را به مرز بازنگردانند چون بایستی در ایران و در دادگاه‌های ایرانی محاکمه و مجازات شوند.
۱۷ - ایجاد امنیت اجتماعی در پناه قانون.

### دیدگاه‌ها دربارهٔ برنامه‌های دولت بختیار
بختیار به صراحت و مکرراً در سخنرانی‌ها و برنامه‌های خود اعلام می‌کرد که در اصول نه با شاه سازش می‌کند و نه با خمینی و با تمام قوا تلاش خواهد کرد جلوی دست‌یابی خمینی به قدرت را بگیرد.
تز فکری بختیار بر مواضع کرامت انسان، احیای مشروطه، اجرای قانون اساسی منبعث از نظام مشروطه، مخالفت با ترور اندیشه، جدایی دین از حکومت، تفکیک قوای سه‌گانه کشور فقط از طریق مجلس مؤسسان و انتقال مسالمت‌آمیز قدرت به وسیلهٔ رأی مردم می‌چرخید. بختیار در ۳۷ روز نخست‌وزیریش پی‌درپی در مورد جایگزینی دیکتاتوری نعلین با دیکتاتوری چکمه هشدار می‌داد. به اعتقاد او خطر روی کارآمدن و استقرار حکومت دینی، از دیکتاتوری چکمه به مراتب بدتر است. او از تق‌تق نعلین روحانیون صدای فاشیسم را می‌شنید.‏

### رویکرد به خمینی و روحانیون
بختیار در مصاحبه‌ای اعلام کرد که «هیچ‌گاه مخالف روحانی که کار روحانیت خویش را صرفاً انجام دهد نیست و خلاف این را مغایر با اصول آزادی می‌داند. او با روحانیتی که می‌خواهد بر تمام کشور حکومت کند و در امور سیاسی دخالت ورزد به شدت مخالفت است و این جزء موضوعاتی است که به هیچ‌وجه قبول نخواهد کرد.» بختیار وعدهٔ ساخت واتیکانی را در قم داد تا روحانیون بتوانند تنها در آن‌جا شبکهٔ اجتماعی و حیطهٔ قدرت خود را گسترش دهند.‏ او در این خصوص گفت: «خمینی می‌تواند به ایران بازگردد و دولت اسلامی تنها در شهر قم آزاد است. ما برای خمینی در شهر قم دیواری خواهیم کشید که او هم در آن‌جا واتیکان کوچکی داشته باشد.»
بختیار در مصاحبه با روزنامهٔ لومتن گفت: 

جمهوری اسلامی خمینی یک مجهول مطلق است، اگر کسی برای فهمیدن این موضوع به متون گذشته مراجعه کند پشتش به لرزه در می‌آید. او نه تعدد گروه‌های سیاسی را می‌پذیرد و نه دموکراسی را، می‌خواهد روحانیت قانونی الهی را اجرا کند. همه چیز این‌جا شروع می‌شود و این‌جا تمام می‌شود. 

وی در مقایسه منش سیاسی خود با خمینی چنین گفت: 
 ایشان (خمینی) از یک موضعی صحبت می‌کنند که آنچه را که من می‌گویم باید بشود. من از یک موضع دیگر صحبت می‌کنم و آن این است که هرچه من می‌گویم بسنجید با معیار اصول فلسفی و اخلاقی و تعقل، بدون هیجان روحی، بدون داد و فریاد (با مشاوره با هر گونه حزب و اجتماعی که دارید) و بعد راه خودتان را انتخاب کنید…
او معتقد بود که علمای شیعه در صورت به قدرت‌رسیدن حکومتی استبدادی و فاشیستی‌تر از گروه‌های نظامی تشکیل خواهند داد و چندین بار با لحنی غم‌بار این مطلب را به مردم ایران بیان می‌داشت. عباس میلانی می‌نویسد وی مکرراً بیان می‌داشت که از هیچ گونه کوششی برای جلوگیری از ورود روح‌الله خمینی به حیطه قدرت در ایران فروگذار نخواهد کرد. بختیار تلاش‌های زیادی انجام داد تا با روحانیون میانه‌رو تماس حاصل کند و از آنان بخواهد تا در ایزوله‌کردن خمینی به وی کمک کنند. این روحانیون با وجود اینکه نگرانی خود را از استبداد روحانیتی ابراز می‌داشتند، اما درخواست بختیار را رد کردند به این علت که نقد کردن خمینی به صورت آشکارا در جامعه در آن برهه از زمان از لحاظ عملی ممکن نبود. علاوه بر آن بر طبق گفته بختیار، آنان پول زیادی را در قبال عوض کردن رأیشان به نفع بختیار از وی مطالبه کردند که دادن چنین پولی در قوه و اختیارات بختیار نبود.

### تلاش برای دیدار با خمینی در زمان نخست‌وزیری برای انتقال مسالمت آمیز قدرت

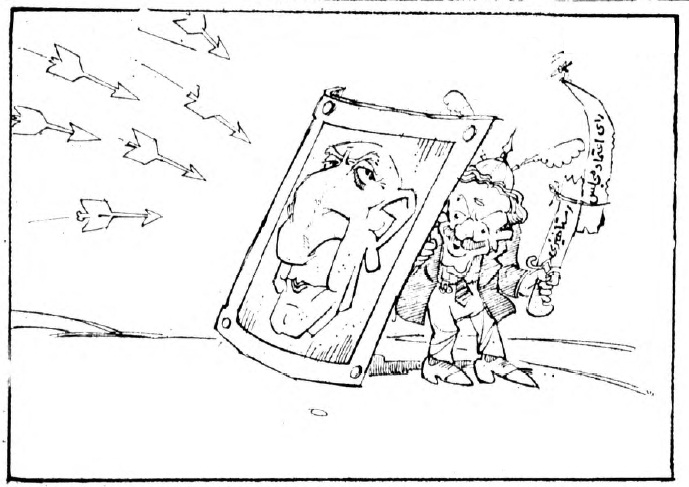
کاریکاتور شاپور بختیار و محمد مصدق در ۲ بهمن ۱۳۵۷ در روزنامه اطلاعات در جریان انقلاب

بختیار به گفتهٔ خود قصد داشت قبل از به تغییر رژیم و خمینی برای حفظ منافع مملکت و جلوگیری از سقوط جنبش مردم در دست روحانیون، در خصوص مسائل و مصائب کشور با خمینی گفتگویی دوبه‌دو ترتیب دهد. بختیار مقصود خود را از گفتگوی دوبه‌دو این‌طور بیان کرد: «این ملاقات صرفاً از جانب دو شخص به عنوان شاپور بختیار و روح‌الله خمینی است و من هیچ تعهدی مبنی بر پذیرش استعفا یا پذیرش خمینی به عنوان رهبر ملت ایران نمی‌دهم.»
از سوی دیگر بنا به گفته عباس امیر انتظام وی به عنوان واسطه گفتگو با بختیار از سوی مهندس بازرگان و شورای انقلاب برای تغییرات مسالمت آمیز وارد گفتگو شده و متنی به رغم عدم مخالفت خمینی و تأیید نخست‌وزیری وی آماده می‌شود. قرار بر این می‌گردد که پس از دیدار با آیت‌الله خمینی این نامه منتشر گردد. از سوی دیگر روحانیونی مانند صادق خلخالی، حسینعلی منتظری در مخالفت با این نظر و مصالحه خمینی در تهران با نوفل لوشاتو تماس گرفته و اعتراض خود را به این عمل اعلام می‌کنند، علی‌رغم تأیید این عمل از سوی اعضای شورای انقلاب در تهران با این دیدار، نیروهای سیاسی در پاریس مانند ابوالحسن بنی صدر، اسماعیل فردوسی‌پور با این موضوع مخالفت می‌کنند. خمینی در توضیح موضوع اعلام می‌کند که هدف اش آمدن بختیار به پاریس بوده و قبل از دیدار از او می‌خواهد تا استعفا داده و سپس او را منصوب خواهد کرد. پس از اعلام این نظر خمینی موضوع به تهران اعلام شده و با اعلان عمومی بختیار از این امر منصرف می‌شود. منتظری در تماس تلفنی خود با بختیار برخلاف مصوبه شورای انقلاب اعلام می‌کند که تنها راه دیدار وی با خمینی استعفا بوده و در صورت استعفای بختیار وی حاضر بوده شخصاً به همراه بختیار به پاریس رفته و فرمان نخست‌وزیری وی را از خمینی دریافت کند. بازرگان بر این عقیده بود که اگر این امر میسر می‌شد بسیاری از خرابی‌های پس از انقلاب اتفاق نمی‌افتاد.

بختیار در کتاب ۳۷ روز پس از ۳۷ سال از بنی‌صدر چنین نقل قول می‌کند: 
اگر نفس بختیار به خمینی می‌رسید امکان داشت که آقا خیلی از این شدتی که داشت کاسته بشود و جا بزند و نفع ما در این نبود. انقلاب اسلامی بایستی می‌شد و لازم بود که این ملاقات را به هم بزنیم.
از سوی دیگر بنی صدر مدعی است که بختیار پیشنهاد او مبنی بر استعفا از نخست‌وزیری شاه و پذیرش نخست‌وزیری انقلاب از طرف خمینی را قبول کرده و از سوی دیگر خمینی موافق این دیدار بود اما در آخر کار بختیار از پذیرش این پیشنهاد منصرف می‌شود چراکه بنا بر خاطرات منتشر شدهٔ کارتر و قره‌باغی، بختیار در این خصوص از آمریکایی‌ها استعلام کرده و کارتر به او گفته است با آدم‌های خمینی هرگز.

### دولت موقت انقلاب
تضاد خمینی و بختیار در عدم مشروعیت و غیرقانونی‌بودن نخست‌وزیری بختیار (از دیدگاه خمینی) و درخواست استعفای او پیش از پیش نمایان شد. خمینی پس از ۱۳ سال تبعید در روز ۱۲ بهمن ۱۳۵۷ به ایران بازگشت و در همان روز در بهشت زهرا اعلام کرد «در دهان بختیار و دولت‌اش می‌زند و دولت تعیین خواهد کرد.» در ۱۵ بهمن ۱۳۵۷ خمینی با استناد به حق شرعی و قانونی خود، دولت اپوزیسیونی با نخست‌وزیری مهدی بازرگان تشکیل داد و اعلام کرد که هر دولت منصوب شاه غیرقانونی است و پیروی از بختیار همانند پیروی از ارباب او -شیطان- است.

بازرگان انتصاب خود توسط روح‌الله خمینی را منشأ مشروعیت مقام خود شمرد.

بختیار و بازرگان هر دو در پی اثبات مقام مشروعیت خود و ارائهٔ ادله در خصوص عدم مشروعیت رقیب برآمدند. بازرگان منشأ مشروعیت مقام نخست‌وزیریش را، انتصاب توسط فرمان خمینی می‌دانست و با این توجیه مشروعیت ملی مقام نخست‌وزیری بختیار را رد کرد. او در این مورد گفت: 
مگر قانون اساسی زاییدهٔ انقلاب مشروطیت و معرف ارادهٔ ملت نیست؟ ملت آمده به شاه گفته است که آقا آنچه که ادعا می‌کنی موهبتی است الهی که از مردم، از ناحیهٔ ملت به شاه واگذار می‌شود، خوب ما این موهبت را و این واگذاری را پس گرفتیم… آخر این چطور در حقوق است و آزادی‌خواه، هزار بار مردم این مملکت این قانون اساسی را با آن زوائدش نفی کردند، طرد کردن، پاره‌پاره کردند. حالا ایشون می‌خواهد این را زنده کند.

بختیار مشروعیت حکومت خود را صرفاً نه مبتنی بر فرمان شاه یا رأی اعتماد از مجلسینی که نمایندگانشان در انتخابات غیر آزاد تعیین شده بودند بلکه پشتوانه خودش را بیش‌تر بر اساس قانون اساسی مشروطه (که خود حاصل اعمال حاکمیت ملی در انقلاب مشروطه بود) می‌دانست. او در ۱۷ بهمن ۱۳۵۷ در سخنرانی در شورای ملی در جواب بازرگان چنین گفت: 
افرادی را می‌شناسم که تا دیروز طرفدار جدی قانون اساسی و امروز آن را منسوخ می‌دانند غافل از این‌که قانون گناهی نکرده، بلکه مجریان آن گناهکار بوده‌اند… قانون اساسی که شما و مرا به این‌جا آورده و به آن گرانی تمام شده، برای آن مجاهدت‌ها شده، حالا باطل شده؟ چه کسی باطل کرده است؟ چگونه مصدق و بقیه نخست‌وزیر شدند و فرمان آن‌ها صحیح بود ولی فرمان من غلط بود… وقتی گفتیم رو به دموکراسی می‌رویم، مقصود این بود که باید با آزادی همراه باشد نه با آزادی یک عده، وقتی صحبت از قانون اساسی می‌کنیم، صحبت از اجرای صحیح قانون اساسی می‌کنیم.
 بختیار به درخواست استعفا از جانب خمینی، نه مطلق گفت و هر گونه سازشی را رد کرد. او امکان هر گونه تغییر را فقط در چارچوب قانون و از طریق انتخابات آزاد و رأی عدم اعتماد مجلس به او پذیرفت.‏ در دیدگاه بختیار این تنها مقامی بود که حق پذیرش یا رد استعفا او را داشت.

### پایان ۳۷ روز
اعتصابات و تظاهرات مردم ایران و اتحاد طبقهٔ متوسط شهری و طبقهٔ کارگر با فراخوان خمینی بیش از پیش گسترش یافت. روحیهٔ ارتش که بر اثر ۱۶ ماه درگیری‌های خیابانی، ۶ ماه راهپیمایی توده‌ای و ۵ ماه اعتصاب فلج‌کننده، به شدت تضعیف شده بود. از مهم‌ترین اقدامات خمینی تشکیل یک شورای انقلاب مخفی‏ برای گفتگوهای پنهانی و متقاعد کردن رؤسای ستاد ارتش، در جهت عدم حمایت از بختیار بود. در ساعت ۲ بعدازظهر ۲۲ بهمن ۱۳۵۷، رئیس ستاد کل ارتش اعلام کرد که در مبارزهٔ میان بختیار و شورای انقلاب، ارتش بی‌طرف است و به یگان‌های نظامی دستور داده شد که به پادگان‌های خود برگردند. بختیار اعلام بی‌طرفی ارتش را یک ننگ بزرگ دانست و امیرانی که این فرمان را صادر کرده بودند به خیانت متهم کرد. شواهدی وجود دارد که نشان می‌دهد دولت‌های غربی و به خصوص آمریکا تمایل داشتند که بختیار از ایران برود و کشور را به خمینی و بازرگان تحویل دهند. در همین راستا، در ۱۵ دی ۱۳۵۷ جیمی کارتر بدون اطلاع شاه یا بختیار، رابرت هایزر را به ایران فرستاد. وظیفهٔ او این بود که به فرماندهان ارتش ایران تفهیم کند، اگر بخواهند عکس‌العملی در برابر انقلاب خمینی از خود نشان دهند، دولت آمریکا دیگر توان حمایت از آنان را ندارد.
عباس میلانی می‌نویسد اصلاحات، سخنان و تمهیداتی که ناشی از ترس بختیار از قشر متوسط جامعه بود نتوانست باعث ثبات قدرتش شود. نه تنها وی نتوانست که مخالفان سرشناس خمینی را به کابینه خود ملحق کند، بلکه وزیران بختیار نیز به علت اعتصاب‌های کارکنان و کارگران، نتوانستند در پست تعیین شده خود شروع به کار کنند. حتی هیئت نایب رئیسه‌ای که در ۲۳ دی ۱۳۵۷ تشکیل داد، نتوانست کاری از پیش ببرد. چون رئیس این هیئت که به منظور مذاکره با خمینی به پاریس رفته بود، به محض ورود به پاریس از سمت خود استعفا نمود.

### اعلام تمایل بختیار به تأسیس یک جمهوری و خلع پادشاهی

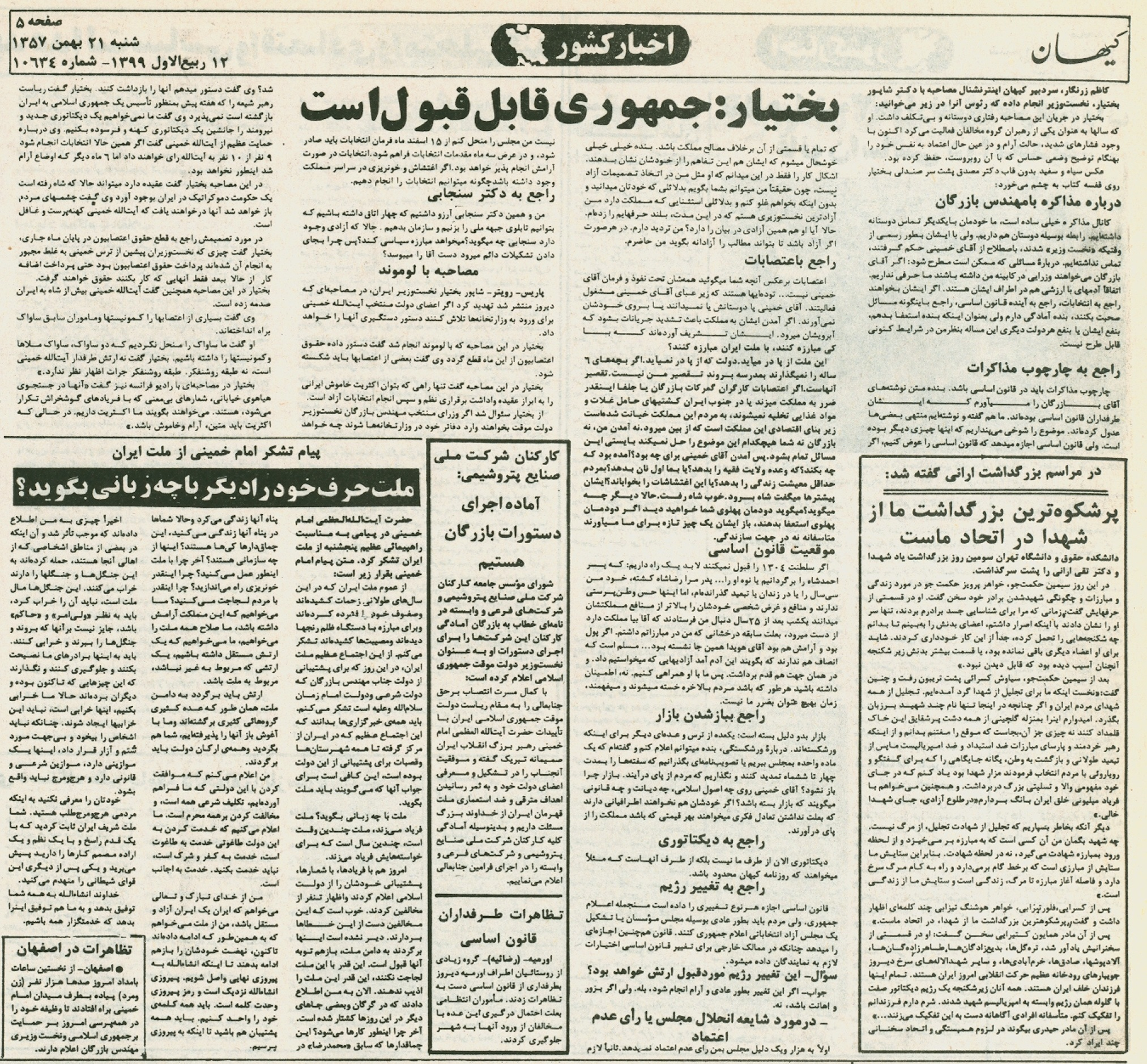
بختیار: جمهوری قابل قبول است

پس از معرفی مهندس بازرگان به‌عنوان نخست‌وزیر در ۱۵ بهمن بختیار بفاصله اندکی با حضور در مجلس و سخنرانی و سپس مصاحبه اعلام کرد حاضر است یک حکومت جمهوری تأسیس کند.

### اعلام بی‌طرفی ارتش و پایان کار بختیار
در ساعت یک بعدازظهر ۲۲ بهمن ۱۳۵۷ اعلامیه بی‌طرفی ارتش پخش شد. دلیل سران ارتش ناتوانی نیروهای مسلح و اعلام تصمیم بختیار در مجلسین و در مصاحبه با روزنامه‌ها برای تغییر قانون اساسی بود که تعهد آنها را به یک نخست‌وزیر برمی‌داشت. بختیار یک ربع مانده به ساعت ۲ بعدازظهر ساختمان نخست‌وزیری را قبل از آن‌که به دست انقلابیان بیفتد ترک کرد. وی با هلیکوپتر به مخفیگاه رفت و چند هفته‌ای در آن‌جا ماند. بختیار معتقد بود که اگر ارتش چند هفته بیش‌تر از وی حمایت می‌کرد، می‌توانست اوضاع را آرام کرده و قدرت را در دست گیرد. به گفتهٔ عباس میلانی، بختیار بعد از این‌که مدتی در مخفیگاه خود در تهران ماند، به کمک سرویس جاسوسی خارجی و دوستانش از ایران گریخته و دیری نگذشت که یکی از قدرتمندترین مخالفان جمهوری اسلامی شد.

## خروج از کشور
بختیار هیچگاه تمایلی به خروج از کشور از خود نشان نمی‌داد. اما رأی‌زنی‌های دختر وی ویویون بختیار و نگرانی‌های رضا حاج مرزبان و جواد خادم باعث نرمی او شد و تصمیمش را عوض کرد. برای خروج وی چندین و چند نقشه مطرح شد. ابتدا طرح خروج از عراق در کنار دریادار مدنی مورد بررسی قرار گرفت که به خاطر بی‌اعتمادی به دولت عراق منتفی شد. همچنین سپردن وی به قاچاقچیان برای خروج از مرزهای شرقی هم معقول نبود. مرزهای شمالی هم به‌طور کلی خط قرمز محسوب می‌شد. فقط خروج از طریق پرواز در فرودگاه مهرآباد و ترک کشور از طریق ترکیه ممکن بود. چراکه دولت ترکیه از حامیان بختیار محسوب می‌شد.
یکی دیگر از چهره‌هایی که در خروج بختیار همکاری داشت اعتبار بود که در نخست‌وزیر شدن بختیار هم نقش فعالی بازی کرد. وی برای تهیهٔ گذرنامه غیر ایرانی ابتدا به سراغ دولت انگلیس رفت اما بریتانیا به دلیل روابط آینده با ایران از کمک اجتناب کرد. وی در ادامه و با کمک یکی از دوستانش توانست با رایزنی با اسرائیل از موساد برای خروج وی کمک بگیرد. موساد که در ان دوره هنوز رابط‌های زیادی در ایران داشت موفق شد با ایجاد پاسپورت فرانسوی برای بختیار وی را از ایران خارج کند. بختیار هیچگاه متوجه نشد و ندانست که خروج وی به واسطهٔ کمک موساد صورت پذیرفته است چون اعتبار تأکید اکید نموده بود که وی نباید از نحوه خروجش آگاه شود چراکه می‌دانست شاپور بختیار با آن مخالفت می‌کند.

## فعالیت‌های بختیار پس از انقلاب ایران
شاپور پس از انقلاب درایران ۶ ماه زندگی مخفیانه‌ای داشت اما در این مدت هم از مبارزات سیاسی دست برنداشت. در عید نوروز به وسیلهٔ کاست پیامی فرستاد و ۲ ماه بعد هم در جهت مبارزه با حکومت ایران پیامی دیگر فرستاد. بختیار در این مدت حتی یک کنفرانس مطبوعاتی هم تشکیل داد. به کمک سازمان‌های اطلاعاتی خارجی و دوستانش در میانهٔ فروردین ۱۳۵۸ به فرانسه رفت و در آن‌جا نهضت مقاومت ملی ایران را بنیان گذاشت. او در این نهضت به مخالفت صریح با جمهوری اسلامی و خمینی پرداخت و به صراحت براندازی نظام فعلی را چارهٔ کار ایران دانست.
بختیار در خارج از کشور فعالیت سازمان‌یافته و منسجمی را علیه نظام رژیم تازه تأسیس جمهوری اسلامی آغاز کرد. وی نخست با ارسال کمک مالی از حامیان کودتای نوژه استقبال کرد. همچنین وی به بغداد و دیدار با صدام حسین دعوت شد و با وی ملاقات‌های متعددی داشت و نیز از وی کمک مالی دریافت می‌کرد. این کمک‌ها در تمام سال‌های جنگ ادامه داشت. دربارهٔ محتوای مذاکرات بختیار با صدام و تشویق یا منع وی از حملهٔ نظامی به ایران دیدگاه‌های متفاوتی اظهار شده است.
بختیار در فراخوانی در ۱۴ مرداد ۱۳۵۹ از تمامی یاران و هم‌رزمان سابق خود در جبههٔ ملی و کسانی که دغدغهٔ دست‌یابی به اصولی چون آزادی، استقلال، عدالت اجتماعی و دموکراسی به معنای واقعی کلمه، در ایران را دارند خواست که به نهضت مقاومت ملی ایران بپیوندند و مبارزه علیه جمهوری اسلامی ایران را در این راه ادامه دهند.

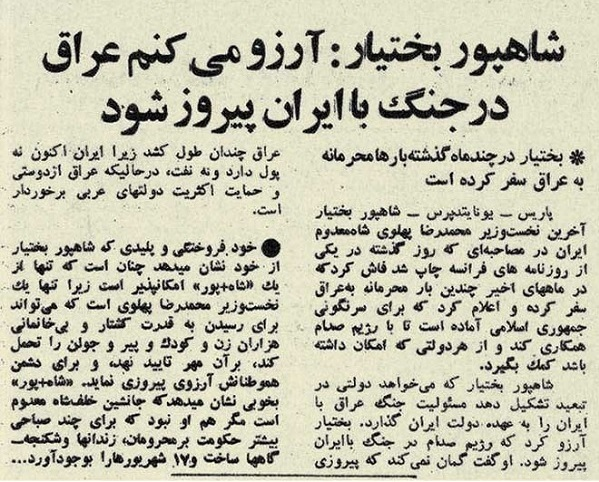
مصاحبه بختیار در پاریس. گزارش شده توسط خبرگزاری پارس در ۲۰ مرداد۱۳۵۹

با واسطه‌گری مهدی سمیعی، بختیار و علی امینی و رضا پهلوی درصدد تشکیل اپوزیسیونی با اهداف اصلاح‌طلبی صلح‌آمیز علیه جمهوری اسلامی ایران برآمدند اما به دلایلی که هرگز مشخص نشد، این اتحاد شکست خورد. بعد از آن بختیار توانست در غرب کابینه‌ای از مخالفان حکومت ایران که توانسته بودند با موفقیت فرار کنند تشکیل دهد. این کابینه به‌طور مرتب تشکیل جلسه می‌داد و بختیار هم به آن‌ها حقوق پرداخت می‌کرد. همچنین بختیار ماهیانه منابع مالی قابل توجهی به شاعران، روزنامه‌نگاران، محققان و نویسندگان تبعید شده به غرب و ۳ تن از سران ایلات و عشایر ایران که در آوارگی به سر می‌بردند، در جهت کمک و حمایت از او و برنامه‌هایش پرداخت می‌کرد.

بختیار معتقد بود مبارزهٔ سیاسی باید توأمان با ساختار سازی فرهنگی باشد. در همین راستا توانست ۲ نشریهٔ قیام ایران و نهضت را به چاپ برساند و همچنین یک برنامهٔ رادیویی در قاهره و بعدها در بغداد و پاریس راه‌اندازی کند.

### بختیار و جنگ ایران-عراق
در سپتامبر ۱۹۸۰ با بختیار در خانه جدیدش در حومه غربی پاریس، مصاحبه شد. بختیار گفت که نمی‌تواند لغو یکجانبه معاهده ۱۹۷۵ توسط عراق را تأیید کند و با واگذاری «یک سانتی‌متر مربع» از خاک ایران به کسی موافق نیست. اما حمله عراق با شیوه تهاجمی خمینی «و دسته اش» علیه عراق «و همه کشورهای مسلمان» اجتناب ناپذیر شد.
او گفت که به نفع خلاصی ایران از شر خمینی و همه آخوندها، «قرص‌های تلخی» وجود دارد که باید بلعید. او مثالی از شارل دوگل، رهبر مقاومت فرانسه در زمان جنگ دوم را ذکر کرد که مجبور شد اهانت‌های بزرگی را به افتخار ملی فرانسه بپذیرد. از جمله غرق شدن ناوگان فرانسه در الجزایر توسط انگلستان در سال ۱۹۴۰ و از دست دادن ۱۳۰۰ ملوان فرانسوی و اینکه دوگل نیز مجبور به پذیرش کمک مالی از انگلیس شد.
بختیار گفت که به دعوت دولت عراق به بغداد رفته است. وی گفت: ما منافع مشترک داریم. ما بر سر یک نکته توافق داریم که در امور داخلی یکدیگر دخالت نکنیم.» در مقابل، حسن نزیه، یکی از معدود چهره‌های اپوزیسیون که به‌طور علنی با بختیار در ارتباط است، امروز ۲۸ سپتامبر ۱۹۸۰ (در مصاحبه ای گفت: «هیچ گروهی نباید هیچ گونه حمایت مالی خارجی را بپذیرد. دیر یا زود این امر منجر به وابستگی اخلاقی، سیاسی یا اقتصادی به خارجی می‌شود.».

## سوءقصد و ترور شاپور بختیار

### اولین سوءقصد (ناموفق)
در تابستان ۱۳۵۹ سپاه پاسداران انقلاب اسلامی تیمی به رهبری انیس نقاش (یک تبعهٔ لبنانی) مأمور ترور شاپور بختیار کردند که با هوشیاری محافظان و مأموران پلیس فرانسه نافرجام ماند. هرچند بختیار از این سوءقصد جان سالم به در برد اما در این ماجرا یک پلیس جوان زخمی و فلج شد و یکی از همسایگان خانهٔ بختیار به قتل رسید. انیس نقاش توسط پلیس فرانسه دستگیر و به حبس ابد محکوم شد اما پس از مدتی و در تبادل با گروگان‌های فرانسوی در لبنان از طرف دولت فرانسه مورد عفو قرار گرفت و به جمهوری اسلامی تحویل داده شد. انیس نقاش بعد از آزادی و در ایران اعلام کرد که این تیم، از سوی مسئولان جمهوری اسلامی برای قتل شاپور بختیار اعزام شده بودند. نقاش در خصوص برنامهٔ ترورش می‌گوید: 
 برنامه بر این اساس بود که من همراه دو نفر دیگر از همراهانم به عنوان خبرنگار وارد اتاق بختیار شویم و در حین مصاحبه با اسلحهٔ صدا خفه‌کن شاپور و همراهش را ترور کنیم. اما متأسفانه با اشتباه خلخالی محافظ‌های او افزایش پیدا کردند. در نتیجه ما مجبور شدیم با کشتن افراد پلیس جلوی منزل او به سختی وارد خانه شویم و به زور تا پشت در اتاق بختیار نفوذ کنیم.

### دومین سوءقصد (موفق)

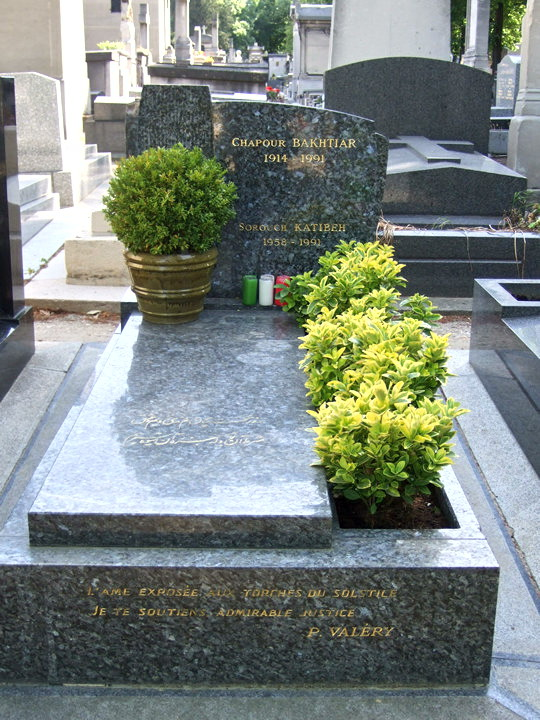
گورستان مون‌پارناس، پاریس، بر سنگ مزار بختیار بیتی از حافظ شیرازی به خط نستعلیق حک شده است: روز نخست چون دم رندی زدیم و عشق شرط آن بود که جز ره آن شیوه نسپریم

در ۱۵ مرداد ۱۳۷۰ (برابر با ۶ اوت ۱۹۹۱) شاپور بختیار و منشی وی، سروش کتیبه در خانهٔ مسکونی بختیار در اطراف پاریس به صورت وحشتناکی به قتل رسیدند. ترور توسط گروهی ۳ نفره، فریدون بویراحمدی، محمد آزادی و علی وکیلی‌راد که در قالب حامیان و دوستداران بختیار توانسته بودند به اقامتگاه وی نفوذ کنند صورت گرفت. فریدون بویراحمدی عضو شورای نهضت مقاومت ملی ایران بود و از سال‌ها پیش به منزل بختیار رفت‌وآمد داشت. با وجود محافظت شبانه‌روزی از خانهٔ بختیار و با وجود ۱۳ محافظ مسلح، قاتلان از خانهٔ وی خارج شده و متواری شدند. جسد شاپور بختیار و سروش کتیبه در حدود ساعت ۱۱:۵۰ صبح روز ۱۷ مرداد ۱۳۷۰ در حالی که ۴۸ ساعت از مرگ آن‌ها گذشته بود، پیدا شد. بعد از چند روز علی وکیلی‌راد در لوزان، سوئیس دستگیر شد و به فرانسه تحویل داده شد. او در جریان محاکمه‌اش در ۱۳۷۲ بیان کرد که «این ترور با دستور مسئولان وقت جمهوری اسلامی ایران انجام شده است.»
زمانی که فرضیهٔ دست‌داشتن حکومت ایران در ترور بختیار مشخص شد یکی از دختران او توانست در دادگاهی از سران جمهوری اسلامی ایران به جرم شرکت در ترور بختیار شکایت کند. شهین‌تاج بختیار (همسر دوم بختیار) و گودرز بختیار (پسر بختیار) هم توانستند به همین اتهام از جمهوری اسلامی ایران در دادگاه‌های آمریکا شکایت کنند. همچنین بنی‌صدر علی‌رغم اختلافات دیرینه‌ای که با بختیار داشت در دادگاه بختیار حاضر شد و به نفع او شهادت داد.
بنا به گفتهٔ وزیر خارجهٔ فرانسه، محمود احمدی‌نژاد در اوایل دی ۱۳۸۸ به دولت فرانسه پیشنهاد کرده است که علی وکیلی‌راد را با کلوتیلد ریس، معلم فرانسوی که در حوادث پس از انتخابات ریاست جمهوری ایران (۱۳۸۸) در ایران دستگیرشده بود، معاوضه کند؛ ولی دولت فرانسه این درخواست را رد کرد. در حالی که وکیلی‌راد به حبس ابد محکوم شده بود تنها چند روز بعد از آزادی ریس با حکم دادگاهی در فرانسه پس از ۱۹ سال از زندان آزاد شد.‏ شماری از مقامات جمهوری اسلامی ایران نظیر حسن قشقاوی و کاظم جلالی عضو کمیسیون امنیت ملی و سیاست خارجی مجلس شورای اسلامی از وکیلی‌راد استقبال کردند.
به گفتهٔ نیکلا سارکوزی رئیس‌جمهور وقت فرانسه، آزادی وکیلی‌راد مطابق با مرّ قانون و کاملاً عادی بوده است و او در این خصوص از حق عفو که در چارچوب اختیارات ریاست جمهوری فرانسه است، استفاده کرده است. بی‌بی‌سی می‌نویسد به باور بسیاری از فعالان سیاسی هم‌زمانی آزادی وکیلی‌راد با کلوتیلد ریس نشان از عمل معاوضهٔ غیرمستقیم میان سران جمهوری اسلامی ایران و دولت فرانسه دارد و این آزادی نه تنها اتوماتیک و طبیعی و در چارچوب اقدامات قضایی نبوده بلکه نشان از تابعیت آن از عوامل سیاسی (فشار دیپلماتیک) بوده است.

### شواهد دست‌داشتن حکومت ایران در قتل بختیار در کتاب خاطرات هاشمی رفسنجانی
اکبر هاشمی رفسنجانی در کتاب خاطرات سال ۱۳۷۰ خود، صفحه ۲۵۹ ذیل یادداشت روز ۱۶ مرداد ۱۳۷۰ به اطلاع‌رسانی علی فلاحیان از ترور بختیار اشاره می‌کند؛ در حالی که طبق گزارش رسمی پلیس فرانسه کشته‌شدن شاپور بختیار و منشی او، تنها ساعت ۱۱:۵۰ صبح روز ۱۷ مرداد ۱۳۷۰، یعنی ۴۸ ساعت بعد از قتل ایشان، معلوم شده (یعنی اطلاع پلیس فرانسهٔ حاضر در محل از قتل بختیار ۲۴ ساعت پس از اطلاع هاشمی رفسنجانی از آن در تهران است). به این ترتیب هاشمی رفسنجانی در کتاب خاطرات خود صریحاً به آگاه‌بودن وزارت اطلاعات کشور از موضوع قتل بختیار یک روز پیش از کشف جسد وی اعتراف می‌کند. جالب اینکه هاشمی رفسنجانی هم‌زمان با اشاره به خبر قتل بختیار بر «بی‌خبری» رسانه‌های جهانی از مرگ شاپور بختیار نیز تأکید می‌کند:
کتاب خاطرات هاشمی رفسنجانی سال ۱۳۷۰؛
- سه شنبه ۱۵ مرداد ۱۳۷۰: آقای علی فلاحیان، وزیر اطلاعات آمد. دربارهٔ ضدانقلاب در خارج، «گزارش اطلاعاتی» داد.
- چهارشنبه ۱۶ مرداد ۱۳۷۰: آقای علی فلاحیان اطلاع داد که در فرانسه شاپور بختیار [آخرین نخست‌وزیر رژیم پهلوی] و یکی از کارکنانش در محل اقامت خود در پاریس کشته شده است. تا شب خبری در این جهت در گزارش‌های جهانی «نیامد».
- پنجشنبه ۱۷ مرداد ۱۳۷۰: مدیران وزارت اطلاعات آمدند. آقای علی فلاحیان گزارش داد و من در صحبت مفصلی، آن‌ها را به مسایل اساسی «توجیه» نمودم. «بعدازظهر» خبر کشته شدن شاپور بختیار و دستیارش منتشر شد و بازتاب وسیعی یافت. خبر آزادی مک کارتنی، گروگان انگلیسی -در لبنان- بازتاب «وسیع‌تری» دارد.
- جمعه ۱۸ مرداد ۱۳۷۰: در اخبار و گزارش‌ها، مسئله گروگان‌های لبنان و مرگ بختیار، با تفسیرهای گوناگون دربارهٔ آن، در صدر است. به وزارت امورخارجه گفتم که برای کمک به آزادی دیگر گروگان غربی «فشار» بیاورند و توجهی به تهدیدها «نشود».
- یکشنبه ۲۱ مهر ۱۳۷۰: آقای علی فلاحیان، وزیر اطلاعات آمد. حواشی بعد از ترور شاپور بختیار را گفت و نزدیک شدن آقای فریدون بویراحمدی به ایران و علل بازداشت آقای اسدی و خانم جهانبانی و احتمالات را توضیح داد. در مورد «کنترل» مأموران وزارت اطلاعات «تذکر» دادم.

## اتهامات واردشده به بختیار

### اتهامات دانشجویان پیرو خط امام
در هنگام اشغال سفارت آمریکا توسط دانشجویان پیرو خط امام در آبان سال ۱۳۵۸ شاپور به جرایم بسیار مهمی متهم شد. دانشجویان با انتشار اسنادی مدعی شدند که بختیار از سال ۱۳۴۰ با آژانس اطلاعات مرکزی آمریکا (سیا) مرتبط بوده است. بنا بر ادعای آن‌ها در این اسناد همچنین اطلاعاتی در خصوص سفرهای محرمانهٔ بختیار به مصر برای رایزنی با محمدرضا پهلوی و سفرهایی به عراق در جهت اتحاد و تشویق صدام حسین برای حمله به ایران دیده می‌شود. بختیار در ۲۱ مهر ماه بیانیه‌ای صادر کرد و علی‌رغم این‌که حکومت جمهوری اسلامی ایران را به نامردی و بی‌عدالتی متهم کرده بود مقاومت مردم ایران و ارتش را در برابر حملهٔ عراق ستود.

### اتهامات بنی‌صدر
- بنی‌صدر و مقامات جمهوری اسلامی ایران، بختیار و طرفدارانش را به کودتای نافرجام در پایگاه هوایی نوژه که به کودتای نوژه معروف است متهم کردند.
- بنی‌صدر بر اساس اسناد منتشرشده از سوی انگلستان و آمریکا، بختیار را متهم به همکاری با صدام حسین در ابتدای جنگ کرده است و در خصوص بختیار گفت: «او کسی است که به قدرت‌های خارجی رو آورده است برای این‌که به وطن‌اش حملهٔ نظامی شود.» نهضت مقاومت ملی ایران این اتهام بنی‌صدر را رد کرده است.
- بنی‌صدر بنا به اسنادی منتشرشده توسط سفارت آمریکا، کابینهٔ بختیار را متهم کرده است به این‌که اکثراً از عوامل آمریکایی بوده‌اند و تا آخر هم تابع سیاست آن‌ها باقی‌ماندند.[۱۸۵]

### اتهامات مظفر بقایی
از آن‌جا که بختیار حاضر بود نظرات سیاسی جبههٔ ملی را به سفارتخانه‌های انگلیس و آمریکا اعلام کند و در جلساتی به همین منظور شرکت می‌کرد، منتقدان بسیاری به او اتهام انگلیس‌دوستی زدند. یکی از مهم‌ترین این منتقدان مظفر بقایی، از مهم‌ترین هم‌پیمانان جبهه ملی در سال ۱۹۵۱، مدعی شد که فعالان حزبش در حمله به خانهٔ سدان (اقامتگاه رئیس شرکت نفتی ایران و انگلیس) اسنادی را یافته‌اند که در آن نشان از خدمات بختیار به انگلیس است. همچنین بقایی مدعی شد متن بعضی از سخنرانی‌های بختیار توسط مقامات انگلیسی تهیه می‌شده است. بختیار این اتهامات را رد کرده است و اسناد را تقلبی می‌داند و در این خصوص گفت: «این اسناد را تنها بقایی دیده است.»

## سیاست جمهوری اسلامی ایران در مقابل بختیار
جمهوری اسلامی ایران همواره و در همه جا از بختیار به عنوان فردی سلطنت‌طلب و طرفدار و سرسپردهٔ نظام آریامهری و بیگانه یاد می‌کند. در وبگاه اسناد انقلاب اسلامی در خصوص زندگی‌نامهٔ بختیار نوشته شده است: 
 شاپور بختیار، آخرین نخست‌وزیر پیش از انقلاب، فردی نفوذی در جبههٔ ملی بوده است که به پاس این خدمات، با موافقت ضمنی یا مستقیم شاه، سرپرستی چند شرکت وابسته به بنیاد پهلوی به او سپرده شده است.
 همچنین در زندگی‌نامهٔ او نوشته شده است، عاقبت شاپور پس از نزدیک به ۱۲ سال عملیات علیه آرمان‌های جمهوری اسلامی ایران، به دست افراد ناشناس به قتل رسید. در تبلیغات رسمی جمهوری اسلامی ایران سعی شده تا ۳۷ روز نخست‌وزیری او را به حساب همان ۳۷ سال سلطنت محمدرضا شاه بگذارند. جمهوری اسلامی ایران تاکنون مسئولیت قتل شاپور بختیار را بر عهده نگرفته ولی آن را هم محکوم نکرده است.

## شاپور بختیار و جنگ ایران و عراق
به عقیدهٔ بختیار در آن زمان کشور در شرایط حساسی قرار گرفته بود. بختیار بر این باور بود که از یک طرف خمینی با سوءاستفاده از پولی که در اختیار داشت و گماشتن بی‌حد و حصر آخوند و شیعه در بغداد و تهدید به لغو پیمان‌نامه ۱۹۷۵ الجزایر (صرفاً به این دلیل که شاه آن را امضا کرده بود) شروع به تحریکات داخلی در عراق می‌کند. از سوی دیگر ارتش بر اثر اقدامات خمینی به شدت تضعیف و تحقیر شده و دیگر آن انسجام لازم را ندارد. از همین‌جا بود که خطا و اشتباه عراق شروع می‌شود. عراق به این دلیل که می‌خواست از دست خمینی هرچه زودتر راحت شود به خیال خود در پی استفاده از وضعیت تضعیف ارتش برآمد، غافل از این‌که ایران و خمینی دو مقولهٔ جدا از هم هستند. وقتی به ایران حمله‌ای شود هر ایرانی، جدا از هر عقیده و مذهبی که دارد در دفاع از آب و خاک میهن با دیگران هماهنگ می‌شود. هیچ‌کس نمی‌تواند یک جنگ میهنی را جنگ امپریالیستی جلوه دهد.
بختیار معتقد بود این جنگ هدیه‌ای است بر جمهوری اسلامی و وسیله است برای تقویت و تداوم آن، چه این نظام آن را وسیله‌ای قرار خواهد داد برای سرپوش‌گذاشتن بر ناتوانی‌های خود در ادارهٔ مملکت و سرکوب اعتراضات مردم. نهضت مقاومت ملی ایران و شاپور بختیار از معدود گروه‌ها و شخصیت‌های مخالف حکومت ایران بودند که از همان روز اول از تصویب قطعنامه ۵۹۸ شورای امنیت استقبال و بر اجرای آن اصرار ورزیدند.
در سال ۱۳۹۰ مجید تفرشی از رادیو فردا در مقاله‌ای مدعی شد مطابق اسناد تازه‌آزادشده در آرشیو ملی بریتانیا بختیار در دیدار با جولیان ایمری معاون وزیر امور خارجه بریتانیا، که یک ماه پیش از حمله عراق به ایران انجام شد، از ایمری خواست برای جلب حمایت حکومت صدام حسین از تلاش وی برای سرنگونی جمهوری اسلامی در ایران میانجی‌گری کند.
به نقل از مقاله منتشرشده در فوریه ۲۰۱۱ در رادیو فردا، «... در همین ارتباط، کریس رندل یکی از مسئولان بخش تحقیقات خاورمیانه وزارت خارجه بریتانیا در یک گزارش توصیفی محرمانه که در ابتدای نوامبر ۱۹۸۰ تهیه شده و مهر بایگانی هفتم نوامبر/ ۱۶ آبان بر آن خورده، در بررسی تحولات گذشته و حال خوزستان نوشت: و یکی از دلایل یورش بی‌محابای حکومت عراق به خاک ایران، اطلاعات گمراه‌کننده ایرانیان تبعیدی از جمله شاپور بختیار، مبنی بر این بود که احتمالاً به دلیل وجود اغتشاش در ارتش و بی‌ثباتی رژیم به دلیل مخالفت مردم، به ویژه در خوزستان، ایران قادر به جنگ نخواهد بود و مخالفت مردم موجب برافراشته‌شدن پرچم نیروهای آزادی‌بخش خواهد شد.»
مقاله در ادامه می‌افزاید «بر اساس گزارش‌های تازه‌آزادشده دربارهٔ نخستین روزهای آغاز جنگ ایران و عراق  شماری از کشورهای عربی و اپوزیسیون ایرانی خارج از کشور، به خصوص اویسی و بختیار، بر این باور بودند که با حمله عراق به ایران ظرف یک هفته ارتش ایران شکست خواهد خورد و در طول یک ماه حکومت اسلامی سرنگون شده و دولت جدید تحت حمایت عراق در تهران، یا دست کم مناطق اشغالی مستقر خواهد شد.» هرچند نویسنده مقاله مدرکی برای اثبات ادعای خود ارائه نمی‌دهد.

## نظر موافقان بختیار
- به عقیدهٔ لادن برومند و افشین مبصر مهم‌ترین ویژگی‌های بختیار در تمامی دوران مبارزات سیاسیش، ایستادگی در برابر حکومت خمینی و عدم امکان هرگونه سازش با او، احیای مشروطه، اعتقاد و اصرار به اجرای قانون اساسی مشروطه است.[۱۹۴]
- داریوش همایون دربارهٔ بختیار و دوران نخست وزیریش می‌گوید:

بختیار در ماموریتش در رهانیدن کشور از انقلاب به جایی نرسید. ناچار باید دید که چرا به جایی نرسید؟ به نظر من علتش آن بود که همه کارت‌هایش را بد بازی کرد. اوکارت‌های زیادی نداشت و وقتی آمد و نخست‌وزیر شد به عنوان نخست‌وزیر جبهه ملی، به عنوان جانشین مصدق، به عنوان وارث مستقیم نهضت ملی هیچ بختی برای او نمی‌بود برای اینکه همه ترکش کرده بودند. یک عکس مصدق بالای سرش بود و دیگر هیچ. ولی او تا پایان همه تکیه اش را روی آن سرمایه‌های از میان رفته گذاشت در حالی که سرمایه هاش، کارتهای واقعیش، عبارت بود از ارتش و دستگاه امنیتی؛ طبقه متوسطی که نمی‌خواست آنچه را به‌دست آورده بود به خطر اندازد …
او نیروهایی را که داشت پراکنده و تشویق کرد که به جبهه مخالف بپیوندند و روی استراتژی نادرستی که از اول داشت خودش را بی سلاح و منزوی کرد و در شگفت بود که چرا به آن سادگی سرنگون شد. این تصادفی نیست که حکومتی که برنامه اش را از روی خواست‌های انقلابیون تنظیم کرد در مسابقه برای رهبری انقلاب از خمینی عقب افتاد. پیش از او شاه هم وارد چنان مسابقه ای شده و شکست خورده بود.

## زندگی شخصی
شاپور بختیار که بخش مهمی از جوانی خود را در فرانسه زندگی کرده بود، با دختری فرانسوی ازدواج کرده و نام‌هایی فرانسوی نیز برای فرزندان خود انتخاب کرده بود: گای، فرانس، پاتریک و ویویان. وی از همسر نخست خود مادلین که فرانسوی بود دو دختر به نام‌های فرانس و ویوین (درگذشته) و دو پسر به نام‌های گی (درگذشته) و پاتریک داشت و از همسر دوم خویش شهین تاج‌بختیار (مژگان واحدی) صاحب یک پسر به نام گودرز شد.
بختیار سیاست‌مداری شعردوست و شعرشناس بود و به حافظ انس و شیفتگی خاصی داشت. او به زبان فرانسوی و انگلیسی تسلط داشت و علاوه بر آن با زبان‌های آلمانی و عربی و بسیاری از نویسندگان و سیاست‌مداران برجستهٔ غرب و فرانسه آشنایی داشت.

## دیدگاه‌ها
وی در مصاحبه با تاریخ شفاهی هاروارد، علت شکست نهضت مقاومت ملی پس از سقوط محمد مصدق را حکومت فاشیستی شاه دانست.}}

با این که بختیار عضو جبهه «ملی» ایران، و در دوره‌ای نخست‌وزیر ایران بود، او در پیش‌گفتار کتابش، یکرنگی نوشته است پیش از آن‌که خود را ایرانی و پای‌بند مذهب خاصّی بداند، به انسان و انسانیت اعتقاد دارد.

## نگارخانه

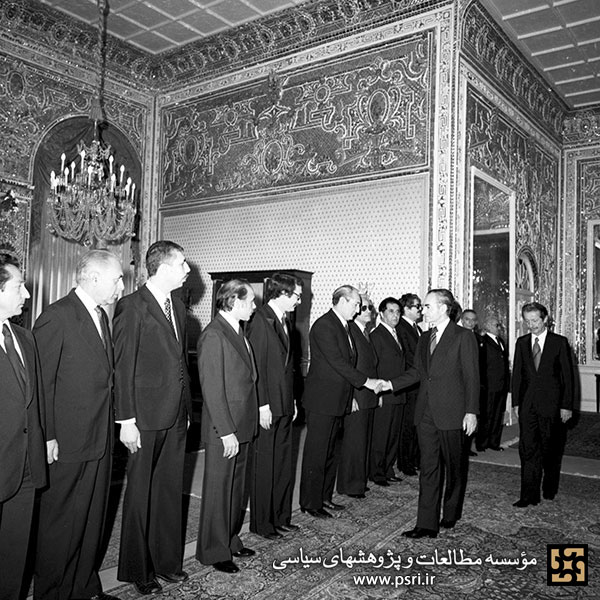
محمدرضا شاه و اعضای کابینه شاپور بختیار
- مصاحبه شاپور بختیار سال ۱۳۵۷ قبل از انقلاب